# Aiguebelette-le-Lac

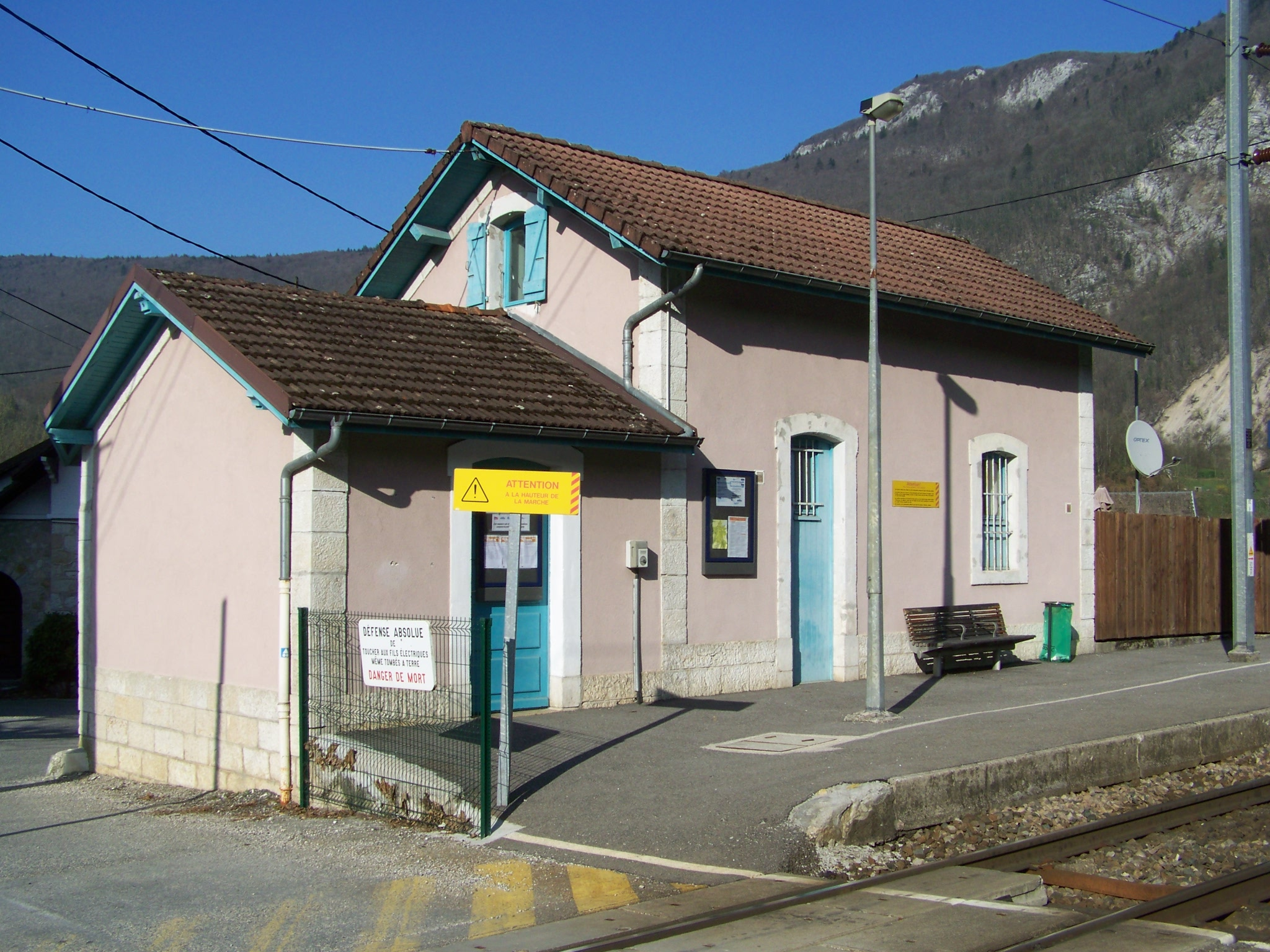
Estación de ferrocarril de Aiguebelette-le-Lac

 Aiguebelette-le-Lac  es una población y comuna francesa, en la región de Ródano-Alpes, departamento de Saboya, en el distrito de Chambéry y cantón de Le Pont-de-Beauvoisin.

## Demografía
| 122 | 122 | 138 | 149 | 170 | 191 |
| Para los censos de 1962 a 1999 la población legal corresponde a la población sin duplicidades (Fuente: INSEE [Consultar]) |     |     |     |     |     |